# George Goodwin (Badminton)
George Goodwin Jr. (* 13. April 1914; † 13. Oktober 1941 in Dinant (Belgien)) war ein kanadischer Badminton- und Tennisspieler.

## Karriere
George Goodwin siegte 1933, 1934 und 1935 bei den Ontario Championships. In allen drei genannten Jahren wurde er auch kanadischer nationaler Meister. In Ontario gewann er drei Mixed- und einen Herrendoppeltitel, auf oberster nationaler Ebene einen Mixedtitel weniger.

## Sportliche Erfolge
| Saison | Veranstaltung                 | Disziplin    | Platz | Name                                    |
| ------ | ----------------------------- | ------------ | ----- | --------------------------------------- |
| 1933   | Ontario Championships         | Mixed        | 1     | George Goodwin Jr. / Margaret Robertson |
| 1933   | Kanada: Einzelmeisterschaften | Mixed        | 1     | George Goodwin Jr. / Margaret Robertson |
| 1934   | Ontario Championships         | Mixed        | 1     | George Goodwin Jr. / Margaret Robertson |
| 1934   | Ontario Championships         | Herrendoppel | 1     | George Goodwin Jr. / Bev Mitchell       |
| 1934   | Kanada: Einzelmeisterschaften | Herrendoppel | 1     | Bev Mitchell / George Goodwin Jr.       |
| 1935   | Ontario Championships         | Mixed        | 1     | George Goodwin Jr. / Margaret Robertson |
| 1935   | Kanada: Einzelmeisterschaften | Mixed        | 1     | George Goodwin Jr. / Margaret Robertson |